# Elecciones estaduales de Río de Janeiro de 1982
Las elecciones estatales de Río de Janeiro tuvieron lugar el 15 de noviembre de 1982 como parte de las elecciones generales en 23 estados brasileños y en los territorios federales de Amapá y Roraima. Leonel Brizola como Gobernador, el vicegobernador Darcy Ribeiro, el senador Saturnino Braga, así como 46 diputados federales y 70 diputados estatales fueron elegidos en la primera elección directa para el gobierno estatal desde Badger da Silveira del Partido Laborista Brasileño (PTB) en Río de Janeiro en 1962 y Negrão de Lima del Partido Social Democrático (PSD) en Guanabara en 1965. La ley de la época permitía el voto vinculante, la subleyenda para senadores, prohibía las coaliciones partidarias y también fue la última vez que electores domiciliados en el Distrito Federal enviaron sus votos a Río de Janeiro a través de urnas.
Durante el bipartidismo, la política en Río de Janeiro estuvo dominada por el Movimiento Democrático Brasileño (MDB), que se dividió entre aliados y opositores de Chagas Freitas, mientras que la Alianza Renovadora Nacional (ARENA), en una posición minoritaria, sirvió como aliado informal del mencionado político hasta el punto de garantizar su regreso al poder en 1978. Los hechos de reacomodos en el marco político estatal llevaron a un escenario de división del ex MDB, con el grupo de Chagas Freitas ingresando al PMDB en apoyo al nombre de Miro Teixeira, mientras que Amaral Peixoto pasó al PDS y lanzó la candidatura de su yerno, Moreira Franco. A seis meses de la elección, la candidatura de Sandra Cavalcanti, del refundado Partido Laborista Brasileño (PTB), mantuvo el liderazgo en las encuestas hasta que los índices se revirtieron a favor de Leonel Brizola, quien terminó el año como el único gobernador electo por el Partido Democrático Laborista (PDT) en todo el país y siendo uno de sus bastiones junto con Río Grande del Sur, estado de origen del gobernador electo y del único lugar donde también logró obtener diputados federales.

## Candidatos

### Gobernador
| Gobernador        | Gobernador | Gobernador | Cargos anteriores                                        | Vicegobernador   | Vicegobernador | Vicegobernador | Nª |
| Candidato         | Partido    | Partido    | Cargos anteriores                                        | Candidato        | Partido        | Partido        | Nª |
| ----------------- | ---------- | ---------- | -------------------------------------------------------- | ---------------- | -------------- | -------------- | -- |
| Moreira Franco    |            | PDS        | Prefecto de Niterói (1977-1982)                          | Francisco Franco |                | PDS            | 1  |
| Leonel Brizola    |            | PDT        | Gobernador de Río Grande del Sur (1959-1963)             | Darcy Ribeiro    |                | PDT            | 2  |
| Lysâneas Maciel   |            | PT         | Presidente de la Comisión de Minas y Energía (1974-1976) | Geci Prates      |                | PT             | 3  |
| Sandra Cavalcanti |            | PTB        | Diputada Estatal de Río de Janeiro (1975-1979)           | Wilson Farias    |                | PTB            | 4  |
| Miro Teixeira     |            | PMDB       | Diputado Federal de Río de Janeiro (1971-1983)           | Jorge Gama       |                | PMDB           | 5  |

#### Biografía del Gobernador Electo
Gaucho de Carazinho, el gobernador Leonel Brizola es ingeniero civil de la Universidad Federal de Río Grande del Sur, seguidor de Getúlio Vargas y cuñado de João Goulart, a cuyo favor lideró la Campaña por la Legalidad en 1961. Afiliados al Partido Laborista Brasileño (PTB), fue elegido diputado estatal en 1947 y 1950 y diputado federal en 1954. Ganador de las elecciones para alcalde de Porto Alegre en 1955 y para gobernador de Río Grande del Sur en 1958,[9] cambió su base electoral para Guanabara, siendo elegido diputado federal en 1962. Víctima del Acto Institucional Número Uno del Régimen de las Fuerzas Armadas de 1964, estuvo quince años exiliado en Uruguay, Estados Unidos y Portugal hasta que regresó a Brasil en 1979 gracias a la Ley de Amnistía sancionada por el presidente João Figueiredo. Al perder las siglas del PTB ante Ivete Vargas, reunió a sus seguidores y fundó el Partido Democrático Laborista (PDT) y terminó ganando la disputa por el Palacio de Guanabara.

#### Biografía del Vicegobernador Electo
El cargo de vicegobernador para el antropólogo Darcy Ribeiro. Nacido en Montes Claros, salió de Minas Gerais y se graduó en la Fundación Escuela de Sociología y Política de São Paulo. Trabajó en Etnología en el Servicio de Protección al Indio y fue uno de los responsables de la fundación de la Universidad de Brasilia. Durante el gobierno de João Goulart, ocupó el Ministerio de Educación en el gobierno parlamentario de Hermes Lima y luego jefe de la Casa Civil en la etapa presidencial de ese gobierno, cargos que lo convirtieron en blanco del Régimen Militar de 1964 y lo apartaron del país durante diez años y ahora ganó su primer mandato electivo por el PDT.

### Senador Federal
| Gobernador                  | Gobernador                                  | Gobernador | Cargos anteriores                                             | Suplentes          | Suplentes | Suplentes | Nª |
| Candidato                   | Partido                                     | Partido    | Cargos anteriores                                             | Candidatos         | Partido   | Partido   | Nª |
| --------------------------- | ------------------------------------------- | ---------- | ------------------------------------------------------------- | ------------------ | --------- | --------- | -- |
| Célio Borja                 |                                             | PDS        | Diputado Federal de la Guanabara y Río de Janeiro (1971-1983) | Tenório Cavalcanti |           | PDS       | 10 |
| Célio Borja                 | Raul Linhares Corrêa                        | PDS        | Diputado Federal de la Guanabara y Río de Janeiro (1971-1983) |                    |           | PDS       | 10 |
| Saturnino Braga             |                                             | PDT        | Senador Federal por Río de Janeiro (1975-1986)                | Adão Pereira Nunes |           | PDT       | 20 |
| Saturnino Braga             | Jamil Haddad                                | PDT        | Senador Federal por Río de Janeiro (1975-1986)                |                    |           | PDT       | 20 |
| Vladimir Palmeira           |                                             | PT         | Sin cargo político anterior                                   | Geci Prates        |           | PT        | 30 |
| Vladimir Palmeira           | José Losada                                 | PT         | Sin cargo político anterior                                   |                    |           | PT        | 30 |
| Paiva Muniz                 |                                             | PTB        | Diputado Federal de Río de Janeiro (1959-1964)                | Celso Brant        |           | PTB       | 41 |
| Hugo Ramos                  | Sin cargo político anterior                 | PTB        | Jorge Alberto Alves                                           | 42                 |           | PTB       |    |
| Artur da Távola             |                                             | PMDB       | Diputada Estatal de Río de Janeiro (1961-1964)                | [ nota 3 ]         |           | PMDB      | 50 |
| Rafael de Almeida Magalhães | Gobernador de la Guanabara (1965)           | PMDB       | 51                                                            | [ nota 3 ]         |           | PMDB      |    |
| Mário Martins               | Senador Federal de la Guanabara (1967-1968) | PMDB       | 52                                                            | [ nota 3 ]         |           | PMDB      |    |

#### Biografía del Senador Electo
Saturnino Braga, nacido en Río de Janeiro, proviene de una familia de políticos y es Licenciado en Ingeniería Civil por la Universidad Federal de Río de Janeiro. Luego de graduarse, tomó cursos en el Instituto Superior de Estudios Brasileños (ISEB) y en la Comisión Económica para América Latina y el Caribe (CEPAL) y trabajó en la Empresa Nacional de Álcalis en Cabo Frio antes de incorporarse al Banco Nacional de Desarrollo Económico y Social. (BNDES) donde dirigía el Departamento de Planificación. Profesor de la Universidad Federal Fluminense, fue elegido diputado federal por el Partido Socialista Brasileño (PSB) en 1962 y luego de ser suplente en la siguiente elección, retornó a la actividad profesional. Regresó a la política reemplazando a Afonso Celso Ribeiro de Castro como candidato a senador y fue elegido por el MDB en 1974. Tras ingresar en el PMDB, abandonó el partido cuando recibió al grupo de Chagas Freitas, que pertenecía al extinto y nunca puesto a prueba electoral Partido Popular, y con ello fue reelegido senador por el PDT en 1982, mandato al que renunció cuando fue elegido alcalde de Río de Janeiro en 1985.

#### Biografía del Suplente Efectivo
También nacido en Río de Janeiro, el médico Jamil Haddad se graduó de la Universidad Federal de Río de Janeiro en 1949 con especialización en Traumatología y Ortopedia. Durante el curso, se unió a la Unión Nacional de Estudiantes (UNE) y al mismo tiempo fue campeón de baloncesto de Río de Janeiro por Tijuca Tênis Clube y Flamengo. Trabajó en el Instituto de Jubilaciones y Pensiones de los Empleados de Transporte de Empresas de Carga (IAPETEC) durante doce años a partir de 1950 y se inició en la política cuando ingresó al Partido Socialista Brasileño (PSB) en 1960. Elegido diputado estatal por Guanabara en 1962, renovó su mandato en el MDB en 1966. Acusado por el Acta Institucional Número Cinco en marzo de 1969, fue jubilado forzosamente y sus derechos políticos suspendidos por diez años. Médico en una clínica privada, ayudó a la selección brasileña de baloncesto en los campeonatos mundiales femeninos de Brasil en 1970 y masculinos en Filipinas en 1978. Elegido segundo senador suplente por el PDT en 1982, entre marzo y diciembre del año siguiente fue alcalde de Río de Janeiro por designación del gobernador Leonel Brizola. Con la elección de Saturnino Braga para este último cargo, fue nombrado senador, ya que el primer suplente, Adão Pereira Nunes, ya había fallecido.

## Resultados

### Gobernador
| Partido                   | Partido                   | Candidatos                | Votos     | %      |
| ------------------------- | ------------------------- | ------------------------- | --------- | ------ |
|                           | PDT                       | Leonel Brizola            | 1.709.180 | 34,17  |
|                           | PDS                       | Moreira Franco            | 1.530.706 | 30,60  |
|                           | PMDB                      | Miro Teixeira             | 1.073.446 | 21,46  |
|                           | PTB                       | Sandra Cavalcanti         | 536.383   | 10,72  |
|                           | PT                        | Lysâneas Maciel           | 152.614   | 3,05   |
|                           |                           |                           |           |        |
| Votos válidos             | Votos válidos             | Votos válidos             | 5.002.329 | 91,94  |
| Votos en blanco           | Votos en blanco           | Votos en blanco           | 243.274   | 4,47   |
| Votos nulos               | Votos nulos               | Votos nulos               | 195.063   | 3,59   |
| Total                     | Total                     | Total                     | 5.440.666 | 100,00 |
| Registrados/Participaciòn | Registrados/Participaciòn | Registrados/Participaciòn | 6.252.529 | 87,02  |

### Senador Federal
| Partido                     | Partido                     | Candidatos                | Votos     | %      |
| --------------------------- | --------------------------- | ------------------------- | --------- | ------ |
|                             | PDT                         | Saturnino Braga           | 1.640.240 | 34,07  |
|                             | PDS                         | Célio Borja               | 1.438.860 | 29,89  |
|                             | Artur da Távola             | Artur da Távola           | 847.540   | 17,61  |
| Rafael de Almeida Magalhães | Rafael de Almeida Magalhães | 123.261                   | 2,56      |        |
| Mário Martins               | Mário Martins               | 74.571                    | 1,55      |        |
| PMDB                        | PMDB                        | PMDB                      | 1.045.372 | 21,72  |
|                             | Paiva Muniz                 | Paiva Muniz               | 355.919   | 7,39   |
| Hugo Ramos                  | Hugo Ramos                  | 138.337                   | 2,87      |        |
| PTB                         | PTB                         | PTB                       | 494.256   | 10,26  |
|                             | PT                          | Vladimir Palmeira         | 195.185   | 4,06   |
|                             |                             |                           |           |        |
| Votos válidos               | Votos válidos               | Votos válidos             | 4.763.791 | 87,55  |
| Votos en blanco             | Votos en blanco             | Votos en blanco           | 436.664   | 8,03   |
| Votos nulos                 | Votos nulos                 | Votos nulos               | 240.231   | 4,42   |
| Total                       | Total                       | Total                     | 5.440.666 | 100,00 |
| Registrados/Participación   | Registrados/Participación   | Registrados/Participación | 6.252.529 | 87,02  |
| Fuentes:                    |                             |                           |           |        |

     Electo

## Diputados federales electos
Se listan los candidatos electos con información adicional de la Cámara de Diputados.
| Diputados estatales electos | Partido | Votos   | Ciudad de origen         | Estado             |
| --------------------------- | ------- | ------- | ------------------------ | ------------------ |
| Agnaldo Timóteo             | PDT     | 503.455 | Caratinga                | Minas Gerais       |
| Rubem Medina                | PDS     | 221.705 | Río de Janeiro           | Río de Janeiro     |
| Álvaro Valle                | PDS     | 151.199 | Río de Janeiro           | Río de Janeiro     |
| José Colagrossi             | PDT     | 149.066 | Itapuí                   | São Paulo          |
| Sebastião Nery              | PDT     | 111.047 | Jaguaquara               | Bahía              |
| Jorge Leite                 | PMDB    | 107.640 | Río de Janeiro           | Río de Janeiro     |
| Simão Sessim                | PDS     | 96.425  | Río de Janeiro           | Río de Janeiro     |
| Léo Simões                  | PDS     | 93.249  | Santos Dumont            | Minas Gerais       |
| Alair Ferreira              | PDS     | 88.814  | Sacramento               | Minas Gerais       |
| Roberto Jefferson           | PTB     | 84.638  | Petrópolis               | Río de Janeiro     |
| Darcílio Ayres              | PDS     | 82.469  | Nova Iguaçu              | Río de Janeiro     |
| José Frejat                 | PDT     | 81.869  | Cururupu                 | Maranhão           |
| Carlos Peçanha              | PMDB    | 77.451  | Campos dos Goytacazes    | Río de Janeiro     |
| Osmar Leitão                | PDS     | 77.412  | São Gonçalo              | Río de Janeiro     |
| Clemir Ramos                | PDT     | 75.090  | Río de Janeiro           | Río de Janeiro     |
| Hamilton Xavier             | PDS     | 72.170  | Niterói                  | Río de Janeiro     |
| Eduardo Galil               | PDS     | 65.555  | Trajano de Moraes        | Río de Janeiro     |
| Bocaiuva Cunha              | PDT     | 58.190  | Río de Janeiro           | Río de Janeiro     |
| Marcio Braga                | PMDB    | 57.346  | Río de Janeiro           | Río de Janeiro     |
| Saramago Pinheiro           | PDS     | 56.105  | Niterói                  | Río de Janeiro     |
| Lázaro de Carvalho          | PDS     | 53.374  | São Sebastião do Paraíso | Minas Gerais       |
| Aloysio Teixeira            | PMDB    | 53.226  | Río de Janeiro           | Río de Janeiro     |
| Amaral Netto                | PDS     | 45.709  | Niterói                  | Río de Janeiro     |
| Denisar Arneiro             | PMDB    | 44.810  | Três Rios                | Río de Janeiro     |
| Figueiredo Filho            | PDS     | 41.951  | Santa Rosa de Viterbo    | São Paulo          |
| José Maurício               | PDT     | 41.831  | Campos dos Goytacazes    | Río de Janeiro     |
| Márcio Macedo               | PMDB    | 41.515  | Três Rios                | Río de Janeiro     |
| Walter Casanova             | PDT     | 38.414  | Santana do Livramento    | Río Grande del Sur |
| Leônidas Sampaio            | PMDB    | 38.267  | Petrópolis               | Río de Janeiro     |
| Daso Coimbra                | PMDB    | 37.360  | Río de Janeiro           | Río de Janeiro     |
| Gustavo de Faria            | PMDB    | 37.019  | Río de Janeiro           | Río de Janeiro     |
| Jorge Cury                  | PTB     | 36.935  | Niterói                  | Río de Janeiro     |
| José Eudes                  | PT      | 36.014  | Parnamirim               | Pernambuco         |
| Marcelo Medeiros            | PMDB    | 35.169  | Juiz de Fora             | Minas Gerais       |
| Mário Juruna                | PDT     | 31.904  | Barra do Garças          | Mato Grosso        |
| Délio dos Santos            | PDT     | 31.500  | Río de Janeiro           | Río de Janeiro     |
| J. G. de Araújo Jorge       | PDT     | 31.352  | Tarauacá                 | Acre               |
| Wilmar Palis                | PDS     | 29.494  | Uberaba                  | Minas Gerais       |
| Arildo Teles                | PDT     | 28.202  | Aracaju                  | Sergipe            |
| Sebastião Ataíde            | PDT     | 27.082  | Araruna                  | Paraíba            |
| Jiulio Caruso               | PDT     | 26.216  | Volta Redonda            | Río de Janeiro     |
| Jacques d'Ornellas          | PDT     | 25.897  | São Borja                | Río Grande del Sur |
| Brandão Monteiro            | PDT     | 25.005  | Rosário                  | Maranhão           |
| Fernando Carvalho           | PTB     | 21.582  | Río de Janeiro           | Río de Janeiro     |
| Celso Peçanha               | PTB     | 19.951  | Campos dos Goytacazes    | Río de Janeiro     |
| Francisco Studart           | PTB     | 17.708  | Fortaleza                | Ceará              |

#### Por Partido/Federación
| Nª                        | Partido                                            | Votos     | %      | Escaños | ±           |
| ------------------------- | -------------------------------------------------- | --------- | ------ | ------- | ----------- |
| 2                         | Partido Democrático Laborista (PDT)                | 1.581.636 | 33,80  | 16      | Nuevo       |
| 1                         | Partido Democrático Social (PDS)                   | 1.399.748 | 29,91  | 14      | 3           |
| 5                         | Partido del Movimento Democrático Brasileño (PMDB) | 1.057.102 | 22,59  | 10      | 25          |
| 4                         | Partido Laborista Brasileño (PTB)                  | 501.027   | 10,71  | 5       | Nuevo       |
| 3                         | Partido de los Trabajadores (PT)                   | 140.366   | 2,99   | 1       | Nuevo       |
|                           |                                                    |           |        |         |             |
| Votos válidos             | Votos válidos                                      | 4.679.879 | 86,02  |         |             |
| Votos en blanco           | Votos en blanco                                    | 487.662   | 8,96   |         |             |
| Votos nulos               | Votos nulos                                        | 273.125   | 5,02   |         |             |
| Total                     | Total                                              | 5.440.666 | 100,00 | 46      | Sin cambios |
| Registrados/Participación | Registrados/Participación                          | 6.252.529 | 87,02  |         |             |

## Diputados estatales electos
Setenta diputados estatales fueron elegidos por el Estado de Río de Janeiro.
| Diputados estatales electos  | Partido | Votos  | Ciudad de origen | Estado             |
| ---------------------------- | ------- | ------ | ---------------- | ------------------ |
| Iara Vargas                  | PDT     | 67.489 | São Borja        | Río Grande del Sur |
| Juberlan de Oliveira         | PDT     | 55.941 | Duque de Caxias  | Río de Janeiro     |
| Heitor Furtado               | PDS     | 54.734 | Río de Janeiro   | Río de Janeiro     |
| Daisy Lúcidi                 | PDS     | 54.521 | Río de Janeiro   | Río de Janeiro     |
| Jorge David                  | PDS     | 54.137 | Nilópolis        | Río de Janeiro     |
| José Miguel                  | PDT     | 51.134 | Além Paraíba     | Paraíba            |
| Paulo Ribeiro                | PDT     | 49.390 | Nova Friburgo    | Río de Janeiro     |
| Aécio Nanci                  | PDS     | 45.026 | Barra Bonita     | São Paulo          |
| Cláudio Moacyr               | PMDB    | 41.615 | Macaé            | Río de Janeiro     |
| José Gouveia Filho           | PDT     | 41.408 | Itaperuna        | Río de Janeiro     |
| Flavio Palmier da Veiga      | PDS     | 40.244 | Niterói          | Río de Janeiro     |
| Messias da Silva             | PDS     | 39.444 | Belo Horizonte   | Minas Gerais       |
| José Nader                   | PDS     | 39.157 | Bananal          | São Paulo          |
| Átila Nunes Filho            | PMDB    | 38.748 | Río de Janeiro   | Río de Janeiro     |
| Afonso Celso                 | PDT     | 38.689 | Niterói          | Río de Janeiro     |
| Aluísio Gama                 | PMDB    | 38.644 | Río de Janeiro   | Río de Janeiro     |
| Ítalo Bruno                  | PDS     | 38.208 | Río de Janeiro   | Río de Janeiro     |
| Eduardo Chuahy               | PDT     | 37.613 | Río de Janeiro   | Río de Janeiro     |
| Sebastião Duque              | PMDB    | 35.543 | Barra Mansa      | Río de Janeiro     |
| José Gomes Talarico          | PDT     | 34.670 | São Paulo        | São Paulo          |
| Victorino James              | PDS     | 34.315 | Río de Janeiro   | Río de Janeiro     |
| Luis Antônio Corrêa da Silva | PDS     | 34.051 | Belford Roxo     | Río de Janeiro     |
| Josias Ávila                 | PDS     | 33.953 | São Gonçalo      | Río de Janeiro     |
| Augusto Ariston              | PDT     | 33.627 |                  |                    |
| José Haddad                  | PDS     | 31.446 |                  |                    |
| Nelson Sabrá                 | PDS     | 31.327 | Petrópolis       | Río de Janeiro     |
| Amadeu Chacar                | PMDB    | 30.699 |                  |                    |
| Fernando Leandro             | PTB     | 29.597 | Porto            | Portugal           |
| Luiz Salomão                 | PDT     | 28.571 | Río de Janeiro   | Río de Janeiro     |
| Alberto Dauaire              | PMDB    | 27.520 |                  |                    |
| Zeyr Porto                   | PDS     | 27.241 | São Gonçalo      | Río de Janeiro     |
| Francisco Lomelino           | PDS     | 26.698 |                  |                    |
| Alexandre Farah              | PDT     | 26.576 |                  |                    |
| Sidinei Navas                | PDT     | 25.862 |                  |                    |
| Luiz Edmundo                 | PTB     | 25.737 |                  |                    |
| Ludwig Amon                  | PDS     | 25.659 |                  |                    |
| Herculano Carneiro           | PDS     | 25.612 |                  |                    |
| Fernando Bandeira            | PDT     | 25.172 |                  |                    |
| Aluízio de Castro            | PDS     | 24.375 |                  |                    |
| Astor Pereira de Melo        | PDS     | 24.140 |                  |                    |
| Salvador Fernandes           | PDT     | 24.135 |                  |                    |
| Paulo Quental                | PDT     | 23.790 |                  |                    |
| Ampliato Cabral              | PDS     | 23.494 |                  |                    |
| Roberto Pires                | PDT     | 22.956 |                  |                    |
| Paulo Albernaz               | PMDB    | 22.184 |                  |                    |
| José Augusto Guimarães       | PDS     | 21.920 |                  |                    |
| Carlos Fayal                 | PDT     | 21.855 |                  |                    |
| Francisco Horta              | PTB     | 21.169 | Río de Janeiro   | Río de Janeiro     |
| Lucy Martins                 | PDT     | 20.863 |                  |                    |
| Mariano Gonçalves Neto       | PDT     | 20.810 |                  |                    |
| Mariano Passos               | PMDB    | 20.807 |                  |                    |
| Rosalda Paim                 | PDT     | 20.673 |                  |                    |
| Willer Brilhante             | PDT     | 20.579 |                  |                    |
| Hélio Moreira de Souza       | PDT     | 20.359 |                  |                    |
| Gilberto Rodrigues           | PMDB    | 20.149 |                  |                    |
| Alcides Fonseca              | PDT     | 19.807 |                  |                    |
| Jorge Roberto Silveira       | PTB     | 19.342 | Niterói          | Río de Janeiro     |
| Márcio Paes                  | PMDB    | 19.314 |                  |                    |
| Murilo Asfora                | PDT     | 19.093 |                  |                    |
| Hilza Maurício da Fonseca    | PMDB    | 19.089 |                  |                    |
| Napoleão Veloso              | PMDB    | 18.823 |                  |                    |
| Paulo Duque                  | PMDB    | 18.711 | Río de Janeiro   | Río de Janeiro     |
| José Montes Paixão           | PMDB    | 18.281 | Río de Janeiro   | Río de Janeiro     |
| Geraldo Di Biase             | PMDB    | 18.280 | Valença          | Río de Janeiro     |
| Elias Camilo Jorge           | PMDB    | 18.172 |                  |                    |
| Romualdo Carrasco            | PTB     | 16.954 |                  |                    |
| Leôncio Vasconcelos          | PTB     | 16.477 | Tianguá          | Ceará              |
| Cidinho Sant'Anna Filho      | PTB     | 15.996 |                  |                    |
| Liszt Vieira                 | PT      | 10.301 |                  |                    |
| Lúcia Arruda                 | PT      | 7.650  |                  |                    |

#### Por Partido/Federación
| Nª                        | Partido                                             | Votos     | %      | Escaños | ±           |
| ------------------------- | --------------------------------------------------- | --------- | ------ | ------- | ----------- |
| 2                         | Partido Democrático Laborista (PDT)                 | 1.513.661 | 33,17  | 24      | Nuevo       |
| 1                         | Partido Democrático Social (PDS)                    | 1.366.512 | 29,94  | 21      | 3           |
| 5                         | Partido del Movimiento Democrático Brasileño (PMDB) | 1.052.680 | 23,07  | 16      | 36          |
| 4                         | Partido Laborista Brasileño (PTB)                   | 490.877   | 10,76  | 7       | Nuevo       |
| 3                         | Partido de los Trabajadores (PT)                    | 139.746   | 3,06   | 2       | Nuevo       |
|                           |                                                     |           |        |         |             |
| Votos válidos             | Votos válidos                                       | 4.563.476 | 83,88  |         |             |
| Votos en blanco           | Votos en blanco                                     | 565.847   | 10,40  |         |             |
| Votos nulos               | Votos nulos                                         | 311.343   | 5,72   |         |             |
| Total                     | Total                                               | 5.440.666 | 100,00 | 70      | Sin cambios |
| Registrados/Participación | Registrados/Participación                           | 6.252.529 | 87,02  |         |             |